# 摩洛哥皇家足球協會
摩洛哥皇家足球協會（阿拉伯语：‎）是專門管轄摩洛哥足球事務的組織。摩洛哥皇家足球協會成立於1955年，並在1960年加入國際足協。此外，它還是非洲足協、北非洲足球協會聯會和阿拉伯足球協會聯會的成員之一。
摩洛哥曾五次参加世界杯，分别为1970年、1986年、1994年、1998年和2018年。

## 外部連結
- 官方網頁 （页面存档备份，存于）
- 國際足協網頁 （页面存档备份，存于）
- 非洲足協網頁 （页面存档备份，存于）